# Габрієла Кепп
Габрієла «Габі» Кепп (нім. Gabriele «Gabi» Köpp; 24 червня 1929, Шнайдемюль, нині Піла — 6 серпня 2010, Берлін) — німецький фізик. Відома як авторка автобіографії, в якій описала численні зґвалтування, яких зазнала від радянських солдатів, і свою втечу від них.

## Біографія
26 січня 1945 року мати Габрієли відправила її разом із старшою сестрою втікати від наступаючих частин Червоної армії. Товарний поїзд із втікачами атакували танки та збили з колії. Сестра Габрієли зникла безвісти, а сама дівчина потрапила в руки радянських солдатів, які протягом 14 днів неодноразово її ґвалтували. Габрієла змогла втекти і через 15 днів знайшла свою матір у Гамбурзі. Мати заборонила дівчині розповідати про те, що трапилося з нею.
З 1955 вивчала фізику в Гамбурзькому університеті.
У 1966 здобула докторський ступінь: темою її дисертації було протонне розсіювання.
У 1977 в Рейнсько-Вестфальському технічному університеті Аахена захистила роботу про електронно-позитронну анігіляцію, з 1986 року — позаштатний професор університету.
У 1994 вийшла на пенсію, але продовжувала академічну діяльність.
У 1997 написала підручник з квантової електродинаміки.
У 1992 опублікувала свою автобіографію, в якій переказала свою історію втечі і зґвалтування. У 2010 році книга була дещо перероблена і повторно опублікована. Нове видання, на відміну від старого, отримало широке поширення. Історик Міріам Ґебгардт порівняла спогади Кепп з аналогічними публікаціями 1950-х, відзначивши продемонстровану Габрієлою «екзистенціальну самотність та безпомічність жертв». Книгу також переклали фінською, чеською та естонською мовою.
У 1999 переїхала в Берлін, де й померла. Урна з її прахом похована на цвинтарі Карлсгорста.